# Deutsche Meisterschaften in der Nordischen Kombination 2013

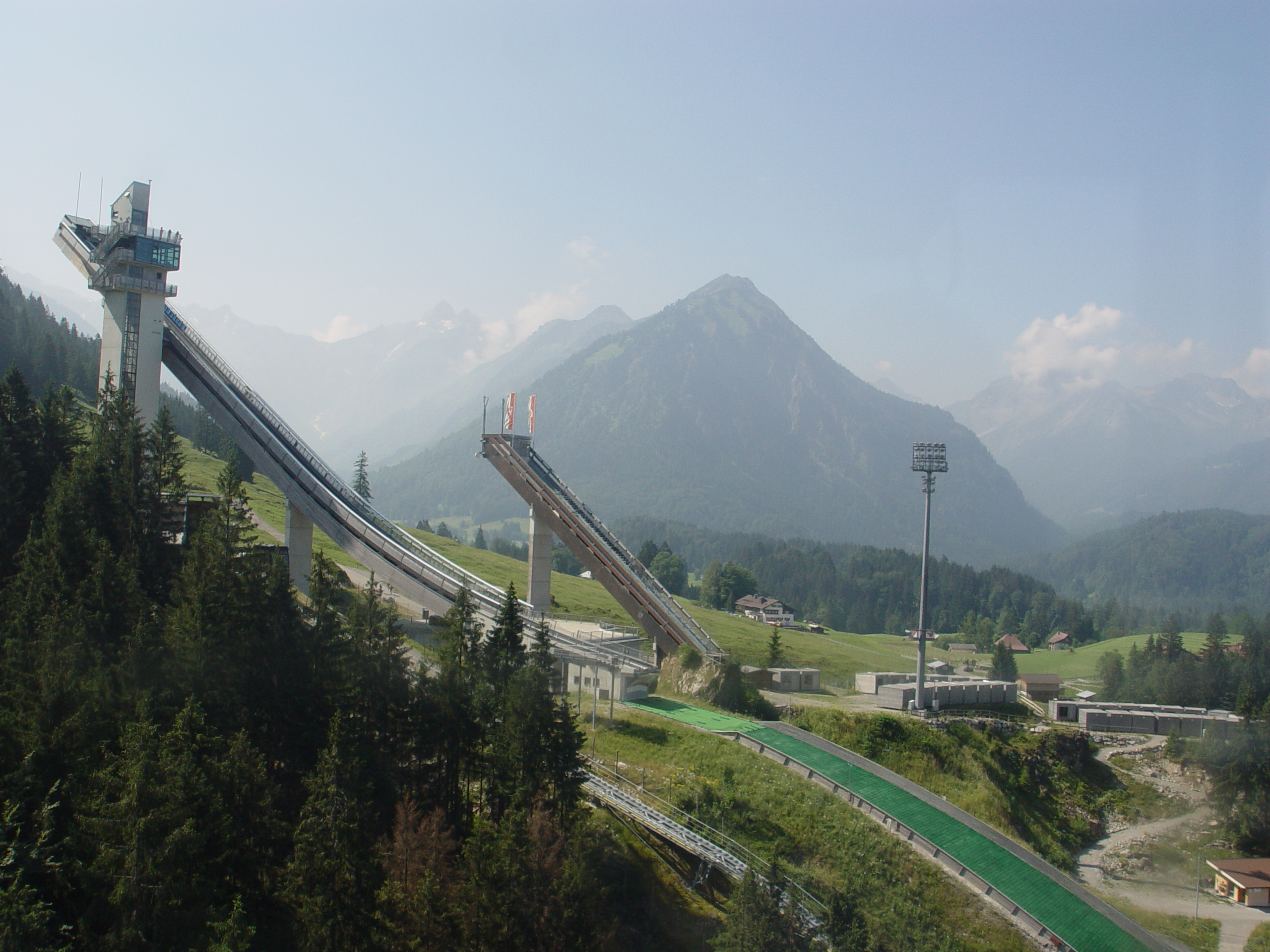
Schattenbergschanze in Oberstdorf

Die Deutschen Meisterschaften in der Nordischen Kombination 2013 fanden vom 2. bis 4. Oktober 2013 im bayerischen Oberstdorf statt. Der Veranstalter war der Deutsche Skiverband, während der SC Oberstdorf für die Durchführung zuständig war. Die Wettkampfanlagen waren die Erdinger Arena und die Laufstrecken an der Erdinger Arena im Ried. Es fand ein Gundersen-Wettkampf von der Großschanze sowie ein Teamsprint statt.
Johannes Rydzek vom ortsansässigen SC Oberstdorf wurde mit deutlichem Vorsprung auf Fabian Rießle Deutscher Meister, der immerhin gemeinsam mit Manuel Faißt den Teamsprint gewinnen konnte. Juniorenmeister wurde der Sachse Terence Weber. Rennleiter der Meisterschaften war Ralf Schmid, Bundestrainer war Hermann Weinbuch.

## Ergebnisse

### Einzel (Gundersen 10km)
Der Einzelwettbewerb fand am 3. Oktober 2013 in der Gundersen-Methode (HS 137/10 km) statt. Es waren 35 Athleten gemeldet. Während Philipp Vetterl nicht an den Start ging, gaben fünf weitere Athleten auf. Terence Weber zeigte den besten Sprung des Tages, während Rydzek die beste Laufzeit hatte.
| Platz | Name            | Verein             | Sprungpunkte | Laufzeit | Rückstand |
| ----- | --------------- | ------------------ | ------------ | -------- | --------- |
| 01.   | Johannes Rydzek | SC Oberstdorf      | 124,7        | 26:30,0  |           |
| 02.   | Fabian Rießle   | SZ Breitnau        | 115,6        | 27:04,8  | +1:10,8   |
| 03.   | Manuel Faißt    | SV Baiersbronn     | 121,2        | 27:35,7  | +1:19,7   |
| 04.   | Terence Weber   | SSV Geyer          | 135,9        | 28:55,4  | +1:40,4   |
| 05.   | Tobias Haug     | SV Baiersbronn     | 123,0        | 28:09,4  | +1:46,4   |
| 06.   | Jakob Lange     | WSV Kiefersfelden  | 112,4        | 27:39,7  | +1:58,7   |
| 07.   | Philip Blaurock | SV Biberau         | 130,1        | 28:56,4  | +2:04,4   |
| 08.   | Johannes Firn   | WSV Schmiedefeld   | 110,6        | 27:44,7  | +2:10,7   |
| 09.   | Dominik Schwaar | SC Sohland         | 119,2        | 28:26,3  | +2:18,3   |
| 10.   | Paul Hanf       | WSV Warmensteinach | 103,8        | 27:27,1  | 2:20,1    |
| 11.   | Wolfgang Bösl   | SK Berchtesgaden   | 111,1        | 28:05,1  | +2:29,1   |
| 12.   | David Welde     | SC Sohland         | 096,4        | 27:18,5  | +2:41,5   |
| 13.   | Johannes Wasel  | SV Baiersbronn     | 110,7        | 28:34,9  | +3:00,9   |
| 14.   | Stephan Bätz    | WSV 08 Lauscha     | 099,2        | 28:02,7  | +3:14,7   |
| 15.   | Tom Lubitz      | VSC Klingenthal    | 111,9        | 28:57,0  | +3:18,0   |

### Teamsprint (2 × 7,5 km)
Der Teamsprint fand am 4. Oktober 2013 auf der Normalschanze und über 2 × 7,5 km statt. Es waren 34 Athleten in 17 Teams mit je zwei Kombinierern gemeldet, die alle in die Wertung kamen. Das Siegerduo Rießle/Faißt konnte sowohl die besten Sprünge als auch die beste Laufleistung zeigen und somit den Meistertitel gewinnen.
| Platz | Team                       | Name                          | Verein                                   | Sprungpunkte | Laufzeit | Rückstand |
| ----- | -------------------------- | ----------------------------- | ---------------------------------------- | ------------ | -------- | --------- |
| 01.   | Baden-Württemberg (SBW) I  | Fabian Rießle Manuel Faißt    | SZ Breitnau SV Baiersbronn               | 245,5        | 33:25,3  |           |
| 02.   | Bayern (BSV) I             | Jakob Lange Johannes Rydzek   | WSV Kiefersfelden SC Oberstdorf          | 231,5        | 33:46,7  | +49,4     |
| 03.   | Sachsen (SVSAC) I          | David Welde Eric Frenzel      | SC Sohland WSC Erzgebirge Oberwiesenthal | 240,0        | 34:23,2  | +1:08,9   |
| 04.   | Thüringen (TSV) I          | Philip Blaurock Johannes Firn | SV Biberau WSV Schmiedefeld              | 244,5        | 34:40,0  | +1:16,7   |
| 05.   | Baden-Württemberg (SBW) II | Johannes Wasel Tobias Haug    | SV Baiersbronn                           | 227,0        | 34:49,0  | +2:00,7   |

### Junioren Einzel
Der Einzelwettbewerb der Junioren fand zeitgleich mit dem Gundersen-Wettkampf der Herren statt. Es waren 19 Athleten gemeldet.
| Platz | Name            | Verein            | Sprungpunkte | Laufzeit | Rückstand |
| ----- | --------------- | ----------------- | ------------ | -------- | --------- |
| 01.   | Terence Weber   | SSV Geyer         | 135,9        | 28:55,4  |           |
| 02.   | Jakob Lange     | WSV Kiefersfelden | 112,4        | 27:39,7  | +18,3     |
| 03.   | Dominik Schwaar | SC Sohland        | 119,2        | 28:26,3  | +37,9     |
| 04.   | Paul Hanf       | SC Warmensteinach | 103,8        | 27:27,1  | +39,7     |
| 05.   | David Welde     | SC Sohland        | 096,4        | 27:18,5  | +1:01,1   |